# Suchoi Su-1
Suchoi Su-1 (russisch Сухой Су-1) ist die Bezeichnung eines sowjetischen Höhenjagdflugzeugs aus dem Zweiten Weltkrieg.

## Entwicklung
Die Su-1 entstand ab 1939 infolge einer Ausschreibung für ein Jagdflugzeug für große Höhen als Konkurrenzentwurf zur MiG-1. Sie war der erste eigenständige Entwurf des im selben Jahr gegründeten Konstruktionsbüros von Pawel Suchoi, der bis dahin für Andrei Tupolew tätig gewesen war. Er entwarf das Projekt I-330 (I steht für „Istrebitel“, Jagdflugzeug) als freitragenden Tiefdecker in Gemischtbauweise mit relativ großer Spannweite. Der Rumpf bestand aus einer Holzkonstruktion mit Sperrholzbeplankung. Die Tragflächen erhielten einen leichten Aufwärtsknick und bestanden bis auf die Ruder vollständig aus Metall. Die Räder des Hauptfahrwerkes fuhren mit einer Drehung von 90° rückwärts in die Tragflächen ein. Als Alternative zum bei der MiG-1 verwendeten Höhenmotor AM-35A wählte Suchoi einen für mittlere Höhen ausgelegten M-105P, den er mit zwei Turboladern TK-2 (für „Turbo Kompressor“) ausrüstete.
Die Erprobung begann am 15. Juni 1940. Dabei konnte eine beeindruckende Höchstgeschwindigkeit von 641 km/h in 10.000 Metern Höhe erreicht werden. Die Versuche mussten jedoch wegen der durch den deutschen Vormarsch bedingten Evakuierung des Entwicklungsbüros nach Nowosibirsk unterbrochen werden. Während des Transports kam es an der Su-1 zu starken Beschädigungen. 1942 entstand deshalb ein zweiter Prototyp mit der Bezeichnung I-360 oder Su-3. Mit der Su-1 größtenteils baugleich, besaß er jedoch eine reduzierte Spannweite, was die Flügelfläche um zwei Quadratmeter verkleinerte. Zwar wurde er noch bis 1943 getestet, da sich aber inzwischen gezeigt hatte, dass die deutsche Luftwaffe nicht über eine nennenswerte Anzahl von Höhenbombern verfügte, wurde somit kein Flugzeug zum Abfangen hoch einfliegender deutscher Verbände benötigt. Überhaupt stellten sich die seltenen Bombardierungen durch einzelne Höhenbomber aus großer Höhe als völlig ineffizient, ungenau und nutzlos heraus. Die wenigen Höhenaufklärer der deutschen Luftwaffe waren extrem selten und mangels Höhenradar nicht zu orten und kaum zu bekämpfen. Das Programm wurde deshalb eingestellt und die knappen Ressourcen anderweitig verteilt. Das Flugzeug an sich wurde sehr positiv beurteilt und war konstruktiv ein Erfolg, da es aber keine Gegner im anvisierten Einsatzspektrum gab und das Flugzeug im unteren Luftraum, in dem die Luftkämpfe stattfanden, den aktuellen Mustern nicht überlegen war, wurde auf eine Serienproduktion verzichtet.

## Technische Daten
| Kenngröße             | Su-1 (I-330)                                                               | Su-3 (I-360)                                                               |
| --------------------- | -------------------------------------------------------------------------- | -------------------------------------------------------------------------- |
| Konzeption            | Höhen-Abfangjagdflugzeug                                                   | Höhen-Abfangjagdflugzeug                                                   |
| Hersteller            | OKB Suchoi                                                                 | OKB Suchoi                                                                 |
| Besatzung             | 1 Pilot                                                                    | 1 Pilot                                                                    |
| Spannweite            | 11,5 m                                                                     | 10,1 m                                                                     |
| Länge                 | 8,42 m                                                                     | 8,42 m                                                                     |
| Flügelfläche          | 19,0 m²                                                                    | 17,0 m²                                                                    |
| Flügelstreckung       | 7,0                                                                        | 6,0                                                                        |
| Leermasse             | 2.459 kg                                                                   | 2.480 kg                                                                   |
| Startmasse            | 2.875 kg                                                                   | 2.860 kg                                                                   |
| Antrieb               | ein flüssigkeitsgekühlter V12-Motor Klimow M-105 mit zwei TK-2-Turboladern | ein flüssigkeitsgekühlter V12-Motor Klimow M-105 mit zwei TK-2-Turboladern |
| Leistung              | 810 kW (1.101 PS)                                                          | 810 kW (1.101 PS)                                                          |
| Höchstgeschwindigkeit | 641 km/h in 10.000 m Höhe                                                  | 638 km/h in 10.000 m Höhe                                                  |
| Steigzeit auf 5.000 m | 4,9 min                                                                    | 5,5 min                                                                    |
| Gipfelhöhe            | 12.500 m                                                                   | 11.900 m                                                                   |
| Reichweite            | 720 km                                                                     | 700 km                                                                     |
| Bewaffnung            | ?                                                                          | eine 23-mm-Kanone in der Luftschraubenwelle zwei 7,62-mm-MG über dem Motor |